# Rezultatele echipei naționale de fotbal a Moldovei (2000-2009)
| · Rezultatele echipei naționale de fotbal a Moldovei                                             |
| ------------------------------------------------------------------------------------------------ |
| - 2010–prezent (Meciurile 141 →) - 2000–2009 (Meciurile 51 – 140) - 1991–1999 (Meciurile 1 – 50) |

Acestea sunt rezultatele echipei naționale de fotbal a Moldovei între 2000 și 2009.

## 2000
| 2 februarie 2000Turneu în Cipru | Armenia                   | 2 – 1 (a.e.t.) | Republica Moldova | Larnaca, Cipru                                                                       |  |
|                                 | Nazaryan 45' Dokhoyan 95' | Report         | Popovici 70'      | Stadion: Ammochostos Stadium Spectatori: 250 Arbitru: Michalis Paparvarnavas (Cipru) |  |

| 4 februarie 2000Turneu în Cipru | Lituania    | 1 – 2  | Republica Moldova | Larnaca, Cipru                                                          |  |
|                                 | Fomenka 78' | Report | Rogaciov 13', 76' | Stadion: Ammochostos Stadium Spectatori: 150 Arbitru: D. Gudman (Cipru) |  |

| 6 februarie 2000Turneu în Cipru | Republica Moldova                   | 2 – 0  | Slovacia | Larnaca, Cipru                                                      |  |
|                                 | Testemițanu 77' (pen.) Popovici 81' | Report |          | Stadion: GSZ Stadium Spectatori: 100 Arbitru: Loizos Loizou (Cipru) |  |

| 26 aprilie 2000Meci amical | San Marino | 0 – 1  | Republica Moldova | Serravalle, San Marino                                                      |  |
|                            |            | Report | Cleșcenco 49'     | Stadion: Stadio Olimpico Spectatori: 100 Arbitru: Fiorenzo Treossi (Italia) |  |

| 4 iunie 2000Meci amical | Republica Moldova | 0 – 1  | Rusia        | Chișinău, Moldova                                                                  |  |
|                         |                   | Report | Buznikin 14' | Stadion: Stadionul Republican Spectatori: 16,000 Arbitru: Ábrahám Attila (Ungaria) |  |

| 16 august 2000Meci amical | Republica Moldova    | 1 – 0  | Malta | Chișinău, Moldova                                                                    |  |
|                           | Serghei Rogaciov 45' | Report |       | Stadion: Stadionul Republican Spectatori: 7,000 Arbitru: Zöhrab Gadiyev (Azerbaijan) |  |

| 2 septembrie 20002002 World Cup Qual. | Turcia                  | 2 – 0                | Republica Moldova | Istanbul, Turcia                                                                 |  |
|                                       | Buruk 45' Belözoğlu 75' | Report Report (FIFA) |                   | Stadion: Ali Sami Yen Stadium Spectatori: 17,000 Arbitru: Günter Benkö (Austria) |  |

| 7 octombrie 20002002 World Cup Qual. | Republica Moldova | 0 – 1                | Slovacia   | Chișinău, Moldova                                                                 |  |
|                                      |                   | Report Report (FIFA) | Németh 79' | Stadion: Stadionul Republican Spectatori: 3,500 Arbitru: Fritz Stuchlik (Austria) |  |

| 11 octombrie 20002002 World Cup Qual. | Republica Moldova | 0 – 0                | Macedonia | Chișinău, Moldova                                                                      |  |
|                                       |                   | Report Report (FIFA) |           | Stadion: Stadionul Republican Spectatori: 4,500 Arbitru: Arturo Dauden Ibarra (Spania) |  |

## 2001
| 14 februarie 2001Meci amical | Israel    | 1 – 0  | Republica Moldova | Herzliya, Israel                                                               |  |
|                              | Keisi 34' | Report |                   | Stadion: Municipal Stadium Spectatori: 5,000 Arbitru: Andreas Georgiou (Cipru) |  |

| 24 martie 20012002 World Cup Qual. | Azerbaidjan | 0 – 0                | Republica Moldova | Baku, Azerbaijan                                                                      |  |
|                                    |             | Report Report (FIFA) |                   | Stadion: Tofiq Bahramov Stadium Spectatori: 20,000 Arbitru: Wolfgang Stark (Germania) |  |

| 28 martie 20012002 World Cup Qual. | Republica Moldova | 0 – 2                | Suedia           | Chișinău, Moldova                                                                 |  |
|                                    |                   | Report Report (FIFA) | Allbäck 86', 90' | Stadion: Stadionul Republican Spectatori: 7,000 Arbitru: Laurent Duhamel (Franța) |  |

| 25 aprilie 2001Meci amical | Republica Moldova | 0 – 0  | Estonia | Chișinău, Moldova                                                                    |  |
|                            |                   | Report |         | Stadion: Stadionul Republican Spectatori: 1,500 Arbitru: Viorel Anghelinei (România) |  |

| 2 iunie 20012002 World Cup Qual. | Macedonia                    | 2 – 2                | Republica Moldova         | Skopje, Macedonia                                                            |  |
|                                  | Šakiri 20' (pen.) Krstev 65' | Report Report (FIFA) | Pogreban 10' Barburoș 72' | Stadion: Gradski Stadion Spectatori: 2,000 Arbitru: Jack van Hulten (Olanda) |  |

| 6 iunie 20012002 World Cup Qual. | Suedia                                                                        | 6 – 0                | Republica Moldova | Göteborg, Suedia                                                    |  |
|                                  | Larsson 38' (pen.), 58', 68' (pen.), 79' (pen.) Alexandersson 74' Allbäck 77' | Report Report (FIFA) |                   | Stadion: Nya Ullevi Spectatori: 30,233 Arbitru: Steve Dunn (Anglia) |  |

| 15 august 2001Meci amical | Portugalia                       | 3 – 0  | Republica Moldova | Faro, Portugalia                                                                    |  |
|                           | Figo 43' (pen.), 61' (pen.), 89' | Report |                   | Stadion: Estádio de São Luís Spectatori: 12,000 Arbitru: Giorgos Borovilos (Grecia) |  |

| 1 septembrie 20012002 World Cup Qual. | Republica Moldova           | 2 – 0                | Azerbaidjan | Chișinău, Moldova                                                                    |  |
|                                       | Cleșcenco 19' Covalciuc 88' | Report Report (FIFA) |             | Stadion: Stadionul Republican Spectatori: 4,800 Arbitru: Vasiliy Melnichuk (Ucraina) |  |

| 5 septembrie 20012002 World Cup Qual. | Slovacia                                  | 4 – 2                | Republica Moldova        | Trenčín, Slovacia                                                                   |  |
|                                       | P. Németh 54' S. Németh 59' Demo 64', 70' | Report Report (FIFA) | Cleșcenco 11' Rebeja 76' | Stadion: FK Ozeta Dukla Stadium Spectatori: 2,789 Arbitru: Mikko Vuorela (Finlanda) |  |

| 6 octombrie 20012002 World Cup Qual. | Republica Moldova | 0 – 3                | Turcia                         | Chișinău, Moldova                                                                    |  |
|                                      |                   | Report Report (FIFA) | Așik 8' Kahveci 79' Mansiz 83' | Stadion: Stadionul Republican Spectatori: 5,000 Arbitru: Frank De Bleeckere (Belgia) |  |

## 2002
| 9 februarie 2002Rothmans Tournament | Lituania     | 1 – 0  | Republica Moldova | Attard, Malta                                                            |  |
|                                     | Beniušis 33' | Report |                   | Stadion: Ta' Qali Stadium Spectatori: 800 Arbitru: Joseph Attard (Malta) |  |

| 11 februarie 2002Rothmans Tournament | Republica Moldova | 2 – 0  | Iordania | Attard, Malta                                                           |  |
|                                      | Golban 16', 69'   | Report |          | Stadion: Ta' Qali Stadium Spectatori: 700 Arbitru: Anton Zammit (Malta) |  |

| 13 februarie 2002Rothmans Tournament | Malta                      | 3 – 0  | Republica Moldova | Attard, Malta                                                                   |  |
|                                      | Mallia 35', 54' Mifsud 90' | Report |                   | Stadion: Ta' Qali Stadium Spectatori: 1,481 Arbitru: Darius Mieželis (Lituania) |  |

| 27 martie 2002Meci amical | Republica Moldova | 0 – 2  | Ungaria              | Chișinău, Moldova                                                                   |  |
|                           |                   | Report | Kenesei 14' Tóth 51' | Stadion: Stadionul Republican Spectatori: 1,500 Arbitru: Vitaliy Godulyan (Ucraina) |  |

| 21 august 2002Meci amical | Estonia   | 1 – 0  | Republica Moldova | Tallinn, Estonia                                                          |  |
|                           | Allas 54' | Report |                   | Stadion: A. Le Coq Arena Spectatori: 1,500 Arbitru: Sten Kaldma (Estonia) |  |

| 7 septembrie 2002Euro 2004 Qual. | Austria                      | 2 – 0                | Republica Moldova | Viena, Austria                                                                   |  |
|                                  | Herzog 4' (pen.), 29' (pen.) | Report Report (UEFA) |                   | Stadion: Ernst-Happel-Stadion Spectatori: 18,300 Arbitru: Stuart Dougal (Scoția) |  |

| 12 octombrie 2002Euro 2004 Qual. | Republica Moldova | 0 – 2                | Cehia                              | Chișinău, Moldova                                                                        |  |
|                                  |                   | Report Report (UEFA) | Jankulovski 69' (pen.) Rosický 79' | Stadion: Stadionul Republican Spectatori: 3,500 Arbitru: Leslie Irvine (Irlanda de Nord) |  |

| 20 noiembrie 2002Meci amical | Ungaria    | 1 – 1  | Republica Moldova | Budapesta, Ungaria                                                            |  |
|                              | Dárdai 55' | Report | Patula 16'        | Stadion: Üllői úti Stadion Spectatori: 6,000 Arbitru: Wolfgang Sowa (Austria) |  |

## 2003
| 12 februarie 2003Meci amical | Georgia                   | 2 – 2  | Republica Moldova          | Tbilisi, Georgia                                                                   |  |
|                              | Chaladze 61' Ashvetia 83' | Report | Golban 76' Dadu 84' (pen.) | Stadion: Stadionul Lokomotiv Spectatori: 7,000 Arbitru: Kevork Oganesyan (Armenia) |  |

| 5 martie 2003Meci amical | Israel | 0 – 0  | Republica Moldova | Tel Aviv, Israel                                                             |  |
|                          |        | Report |                   | Stadion: Ramat Gan Stadium Spectatori: 3,500 Arbitru: Paolo Bertini (Italia) |  |

| 29 martie 2003Euro 2004 Qual. | Belarus                 | 2 – 1                | Republica Moldova | Minsk, Belarus                                                            |  |
|                               | Kutuzov 43' Gurenko 58' | Report Report (UEFA) | Cebotari 14'      | Stadion: Dinamo Stadium Spectatori: 8,000 Arbitru: Johan Verbist (Belgia) |  |

| 2 aprilie 2003Euro 2004 Qual. | Republica Moldova | 1 – 2                | Țările de Jos                     | Tiraspol, Moldova                                                          |  |
|                               | Boreț 16'         | Report Report (UEFA) | van Nistelrooy 37' van Bommel 85' | Stadion: Stadionul Sheriff Spectatori: 12,500 Arbitru: Alain Sars (Franța) |  |

| 7 iunie 2003Euro 2004 Qual. | Republica Moldova | 1 – 0                | Austria | Tiraspol, Moldova                                                                                |  |
|                             | Frunză 60'        | Report Report (UEFA) |         | Stadion: Stadionul Sheriff Spectatori: 7,500 Arbitru: Joaquim Paulo Paraty da Silva (Portugalia) |  |

| 11 iunie 2003Euro 2004 Qual. | Cehia                                                     | 5 – 0                | Republica Moldova | Olomouc, Cehia                                                                  |  |
|                              | Šmicer 41' Koller 73' (pen.) Štajner 82' Lokvenc 88', 90' | Report Report (UEFA) |                   | Stadion: Andrův Stadion Spectatori: 12,097 Arbitru: Kristinn Jakobsson (Israel) |  |

| 20 august 2003Meci amical | Turcia                 | 2 – 0  | Republica Moldova | Ankara, Turcia                                                              |  |
|                           | Kahveci 30' Yilmaz 54' | Report |                   | Stadion: 19 Mayis Stadi Spectatori: 15,300 Arbitru: Konrad Plautz (Austria) |  |

| 10 septembrie 2003Euro 2004 Qual. | Republica Moldova      | 2 – 1                | Belarus             | Tiraspol, Moldova                                                                         |  |
|                                   | Dadu 26' Covalciuc 87' | Report Report (UEFA) | Vasilyuk 90' (pen.) | Stadion: Stadionul Sheriff Spectatori: 7,000 Arbitru: Dejan Delević (Serbia & Muntenegro) |  |

| 11 octombrie 2003Euro 2004 Qual. | Țările de Jos                                                                   | 5 – 0                | Republica Moldova | Eindhoven, Olanda                                                           |  |
|                                  | Kluivert 43' Sneijder 50' van Hooijdonk 73' (pen.) van der Vaart 79' Robben 88' | Report Report (UEFA) |                   | Stadion: Philips Stadion Spectatori: 30,995 Arbitru: Zeljko Siric (Croația) |  |

| 20 noiembrie 2003Meci amical | Luxemburg   | 1 – 2  | Republica Moldova   | Hesperange, Luxemburg                                                           |  |
|                              | Schauls 77' | Report | Golban 19' Dadu 90' | Stadion: Stade Alphonse Theis Spectatori: 623 Arbitru: Laurent Duhamel (Franța) |  |

## 2004
| 14 februarie 2004Malta Tournament | Malta | 0 – 0  | Republica Moldova | Attard, Malta                                                                   |  |
|                                   |       | Report |                   | Stadion: Ta' Qali Stadium Spectatori: 1,000 Arbitru: Valery Vyalichka (Belarus) |  |

| 16 februarie 2004Malta Tournament | Belarus Under-21 | 1 – 0  | Republica Moldova | Attard, Malta                                                           |  |
|                                   | Hleb 39'         | Report |                   | Stadion: Ta' Qali Stadium Spectatori: 50 Arbitru: Joseph Attard (Malta) |  |

| 18 februarie 2004Malta Tournament | Estonia      | 1 – 0  | Republica Moldova | Attard, Malta                                                             |  |
|                                   | Lindpere 58' | Report |                   | Stadion: Ta' Qali Stadium Spectatori: 50 Arbitru: Lawrence Sammut (Malta) |  |

| 31 martie 2004Meci amical | Republica Moldova    | 2 – 1  | Azerbaidjan  | Chișinău, Moldova                                                                   |  |
|                           | Dadu 42' (pen.), 84' | Report | Qurbanov 20' | Stadion: Stadionul Republican Spectatori: 5,500 Arbitru: Vitaliy Godulyan (Ucraina) |  |

| 28 aprilie 2004Meci amical | Israel               | 1 – 1  | Republica Moldova | Tel Aviv, Israel                                                                |  |
|                            | Covalenco 33' (o.g.) | Report | Rogaciov 71'      | Stadion: Ramat Gan Stadium Spectatori: 4,796 Arbitru: Sorin Corpodean (România) |  |

| 18 august 2004Meci amical | Republica Moldova | 1 – 0  | Georgia | Tiraspol, Moldova                                                                |  |
|                           | Miterev 67'       | Report |         | Stadion: Stadionul Sheriff Spectatori: 6,500 Arbitru: Vitaliy Godulyan (Ucraina) |  |

| 4 septembrie 20042006 World Cup Qual. | Slovenia              | 3 – 0                | Republica Moldova | Celje, Slovenia                                                          |  |
|                                       | Ačimovič 5', 27', 48' | Report Report (FIFA) |                   | Stadion: Arena Petrol Spectatori: 3,620 Arbitru: Jouni Hyytiä (Finlanda) |  |

| 8 septembrie 20042006 World Cup Qual. | Republica Moldova | 0 – 1                | Italia        | Chișinău, Moldova                                                             |  |
|                                       |                   | Report Report (FIFA) | Del Piero 32' | Stadion: Stadionul Republican Spectatori: 5,200 Arbitru: Michal Beneš (Cehia) |  |

| 9 octombrie 20042006 World Cup Qual. | Belarus                                                | 4 – 0                | Republica Moldova | Minsk, Belarus                                                             |  |
|                                      | Omelyanchuk 45' Kutuzov 65' Bulyha 75' Romaschenko 90' | Report Report (FIFA) |                   | Stadion: Dinamo Stadium Spectatori: 21,000 Arbitru: Selçuk Dereli (Turcia) |  |

| 13 octombrie 20042006 World Cup Qual. | Republica Moldova | 1 – 1                | Scoția       | Chișinău, Moldova                                                                     |  |
|                                       | Dadu 28'          | Report Report (FIFA) | Thompson 31' | Stadion: Stadionul Republican Spectatori: 7,000 Arbitru: Kristinn Jakobsson (Islanda) |  |

## 2005
| 9 februarie 2005Meci amical | Azerbaidjan | 0 – 0  | Republica Moldova | Baku, Azerbaijan                                                                       |  |
|                             |             | Report |                   | Stadion: Tofiq Bahramov Stadium Spectatori: 1,500 Arbitru: Levan Paniashvili (Georgia) |  |

| 30 martie 20052006 World Cup Qual. | Republica Moldova | 0 – 0                | Norvegia | Chișinău, Moldova                                                                 |  |
|                                    |                   | Report Report (FIFA) |          | Stadion: Stadionul Republican Spectatori: 5,000 Arbitru: Florian Meyer (Germania) |  |

| 4 iunie 20052006 World Cup Qual. | Scoția                  | 2 – 0                | Republica Moldova | Glasgow, Scoția                                                             |  |
|                                  | Dailly 52' McFadden 88' | Report Report (FIFA) |                   | Stadion: Hampden Park Spectatori: 45,317 Arbitru: Eric Braamhaar (Norvegia) |  |

| 3 septembrie 20052006 World Cup Qual. | Republica Moldova | 2 – 0                | Belarus | Chișinău, Moldova                                                                 |  |
|                                       | Rogaciov 17', 49' | Report Report (FIFA) |         | Stadion: Stadionul Republican Spectatori: 5,000 Arbitru: Laurent Duhamel (Franța) |  |

| 7 septembrie 20052006 World Cup Qual. | Republica Moldova | 1 – 2                | Slovenia              | Chișinău, Moldova                                                              |  |
|                                       | Rogaciov 31'      | Report Report (FIFA) | Lavrič 47' Mavrič 58' | Stadion: Stadionul Republican Spectatori: 7,200 Arbitru: Yuri Baskakov (Rusia) |  |

| 8 octombrie 20052006 World Cup Qual. | Norvegia      | 1 – 0                | Republica Moldova | Oslo, Norvegia                                                               |  |
|                                      | Rushfeldt 50' | Report Report (FIFA) |                   | Stadion: Ullevaal Stadion Spectatori: 23,409 Arbitru: Steve Bennett (Anglia) |  |

| 12 octombrie 20052006 World Cup Qual. | Italia                  | 2 – 1                | Republica Moldova | Lecce, Italia                                                                              |  |
|                                       | Vieri 70' Gilardino 85' | Report Report (FIFA) | Gatcan 76'        | Stadion: Stadio Via del Mare Spectatori: 28,160 Arbitru: Olegário Benquerença (Portugalia) |  |

## 2006
| 18 mai 2006Meci amical | Republica Moldova | 0 – 0  | Azerbaidjan | Chișinău, Moldova                                                               |  |
|                        |                   | Report |             | Stadion: Stadionul Republican Spectatori: 3,500 Arbitru: Yuriy Baskakov (Rusia) |  |

| 16 august 2006Meci amical | Republica Moldova                                 | 3 – 2  | Lituania                    | Chișinău, Moldova                                                               |  |
|                           | Dadu 15' Epureanu 57' (pen.) Cleșcenco 87' (pen.) | Report | Poškus 14' Danilevičius 38' | Stadion: Stadionul Zimbru Spectatori: 7,000 Arbitru: Vitaliy Godulyan (Ucraina) |  |

| 2 septembrie 2006Euro 2008 Qual. | Republica Moldova | 0 – 1                | Grecia           | Chișinău, Moldova                                                               |  |
|                                  |                   | Report Report (UEFA) | Lyberopoulos 78' | Stadion: Stadionul Zimbru Spectatori: 10,500 Arbitru: Matteo Trefoloni (Italia) |  |

| 6 septembrie 2006Euro 2008 Qual. | Norvegia                  | 2 – 0                | Republica Moldova | Oslo, Norvegia                                                                    |  |
|                                  | Strømstad 74' Iversen 79' | Report Report (UEFA) |                   | Stadion: Ullevaal Stadion Spectatori: 23,848 Arbitru: Hristo Ristoskov (Bulgaria) |  |

| 7 octombrie 2006Euro 2008 Qual. | Republica Moldova        | 2 – 2                | Bosnia și Herțegovina   | Chișinău, Moldova                                                               |  |
|                                 | Rogaciov 13', 32' (pen.) | Report Report (UEFA) | Misimović 63' Grlić 68' | Stadion: Stadionul Zimbru Spectatori: 11,000 Arbitru: Hervé Piccirillo (Franța) |  |

| 11 octombrie 2006Euro 2008 Qual. | Turcia                                     | 5 – 0                | Republica Moldova | Frankfurt, Germania                                                                |  |
|                                  | Șükür 35', 37' (pen.), 43', 73' Tuncay 68' | Report Report (UEFA) |                   | Stadion: Commerzbank-Arena Spectatori: 200 Arbitru: Nicolai Vollquartz (Danemarca) |  |

## 2007
| 7 februarie 2007Meci amical | România             | 2 – 0  | Republica Moldova | București, România                                                                 |  |
|                             | Mazilu 75' Mutu 75' | Report |                   | Stadion: Stadionul Național Spectatori: 8,000 Arbitru: Alexandru Deaconu (România) |  |

| 24 martie 2007Euro 2008 Qual. | Republica Moldova | 1 – 1                | Malta      | Chișinău, Moldova                                                               |  |
|                               | Epureanu 85'      | Report Report (UEFA) | Mallia 73' | Stadion: Stadionul Zimbru Spectatori: 10,000 Arbitru: Vusal Aliyev (Azerbaijan) |  |

| 28 martie 2007Euro 2008 Qual. | Ungaria             | 2 – 0                | Republica Moldova | Budapesta, Ungaria                                                                   |  |
|                               | Priskin 9' Gera 63' | Report Report (UEFA) |                   | Stadion: Szusza Ferenc Stadium Spectatori: 5,000 Arbitru: Martin Ingvarsson (Suedia) |  |

| 6 iunie 2007Euro 2008 Qual. | Grecia                          | 2 – 1                | Republica Moldova | Heraklion, Grecia                                                            |  |
|                             | Charisteas 30' Lyberopoulos 90' | Report Report (UEFA) | Frunză 80'        | Stadion: Pankritio Stadium Spectatori: 22,000 Arbitru: Jan Wegereef (Olanda) |  |

| 22 august 2007Meci amical | Letonia       | 1 – 2  | Republica Moldova      | Riga, Latvia                                                                |  |
|                           | Astafjevs 31' | Report | Frunză 23' Bordian 53' | Stadion: Skonto Stadium Spectatori: 4,500 Arbitru: Andriy Shandor (Ucraina) |  |

| 8 septembrie 2007Euro 2008 Qual. | Republica Moldova | 0 – 1                | Norvegia    | Chișinău, Moldova                                                            |  |
|                                  |                   | Report Report (UEFA) | Iversen 49' | Stadion: Stadionul Zimbru Spectatori: 15,000 Arbitru: Robert Małek (Polonia) |  |

| 12 septembrie 2007Euro 2008 Qual. | Bosnia și Herțegovina | 0 – 1                | Republica Moldova | Sarajevo, Bosnia & Herțegovina                                                           |  |
|                                   |                       | Report Report (UEFA) | Bugaev 22'        | Stadion: Asim Ferhatović Hase Stadium Spectatori: 4,000 Arbitru: Jouni Hyytiä (Finlanda) |  |

| 13 octombrie 2007Euro 2008 Qual. | Republica Moldova | 1 – 1                | Turcia   | Chișinău, Moldova                                                              |  |
|                                  | Frunză 11'        | Report Report (UEFA) | Ümit 63' | Stadion: Stadionul Zimbru Spectatori: 10,500 Arbitru: Martin Atkinson (Anglia) |  |

| 17 octombrie 2007Euro 2008 Qual. | Malta                        | 2 – 3                | Republica Moldova                 | Attard, Malta                                                                   |  |
|                                  | Scerri 71' Mifsud 84' (pen.) | Report Report (UEFA) | Bugaev 24' (pen.) Frunză 31', 35' | Stadion: Ta' Qali Stadium Spectatori: 10,000 Arbitru: Igorj Ishchenko (Ucraina) |  |

| 17 noiembrie 2007Euro 2008 Qual. | Republica Moldova                | 3 – 0                | Ungaria | Chișinău, Moldova                                                           |  |
|                                  | Bugaev 13' Josan 23' Alexeev 86' | Report Report (UEFA) |         | Stadion: Stadionul Zimbru Spectatori: 6,483 Arbitru: Pavel Královec (Cehia) |  |

## 2008
| 6 februarie 2008Meci amical | Kazahstan | 0 – 1  | Republica Moldova | Antalya, Turcia                                                           |  |
|                             |           | Report | Bugaiov 10'       | Stadion: Titanic Stadium Spectatori: 300 Arbitru: Gerald Lehner (Austria) |  |

| 24 mai 2008Meci amical | Croația   | 1 – 0  | Republica Moldova | Rijeka, Croația                                                               |  |
|                        | Kovač 30' | Report |                   | Stadion: Stadion Kantrida Spectatori: 7,000 Arbitru: Darko Čeferin (Slovenia) |  |

| 28 mai 2008Meci amical | Republica Moldova               | 2 – 2  | Armenia                      | Tiraspol, Moldova                                                              |  |
|                        | Arakelyan 25' (o.g) Alexeev 73' | Report | Pizzelli 25' Pachadzhyan 54' | Stadion: Stadionul Sheriff Spectatori: 3,653 Arbitru: Ihor Ishchenko (Ucraina) |  |

| 20 august 2008Meci amical | Lituania                         | 3 – 0  | Republica Moldova | Marijampolė, Lituania                                                      |  |
|                           | Poškus 23', 54' Danilevičius 61' | Report |                   | Stadion: Sūduva Stadium Spectatori: 2,000 Arbitru: Hannes Kaasik (Estonia) |  |

| 6 septembrie 20082010 World Cup Qual. | Republica Moldova | 1 – 2                | Letonia                   | Tiraspol, Moldova                                                             |  |
|                                       | Alexeev 76'       | Report Report (FIFA) | Karlsons 8' Astafjevs 22' | Stadion: Stadionul Sheriff Spectatori: 4,300 Arbitru: Mark Courtney (Irlanda) |  |

| 10 septembrie 20082010 World Cup Qual. | Republica Moldova | 1 – 2                | Israel              | Chișinău, Moldova                                                                    |  |
|                                        | Picusceac 1'      | Report Report (FIFA) | Golan 39' Saban 45' | Stadion: Stadionul Zimbru Spectatori: 10,500 Arbitru: César Muñiz Fernández (Spania) |  |

| 11 octombrie 20082010 World Cup Qual. | Grecia                              | 3 – 0                | Republica Moldova | Piraeus, Grecia                                                                    |  |
|                                       | Charisteas 31', 51' Katsouranis 40' | Report Report (FIFA) |                   | Stadion: Karaiskakis Stadium Spectatori: 13,684 Arbitru: Espen Berntsen (Norvegia) |  |

| 15 octombrie 20082010 World Cup Qual. | Luxemburg | 0 – 0                | Republica Moldova | Luxemburg, Luxemburg                                                           |  |
|                                       |           | Report Report (FIFA) |                   | Stadion: Stade Josy Barthel Spectatori: 2,157 Arbitru: Marcin Borski (Polonia) |  |

| 18 noiembrie 2008TLK-1 | Estonia           | 1 – 0  | Republica Moldova | Tallinn, Estonia                                                             |  |
|                        | Voskoboinikov 56' | Report |                   | Stadion: A. Le Coq Arena Spectatori: 1,500 Arbitru: Claus Larsen (Danemarca) |  |

| 19 noiembrie 2008TLK-1 | Lituania           | 1 – 1  | Republica Moldova | Tallinn, Estonia                                                          |  |
|                        | Savėnas 72' (pen.) | Report | Bugaiov 69'       | Stadion: A. Le Coq Arena Spectatori: 100 Arbitru: Kristo Tohver (Estonia) |  |

## 2009
| 11 februarie 2009Meci amical | Republica Moldova | 1 – 1  | Macedonia  | Antalya, Turcia                                                                  |  |
|                              | Andronic 62'      | Report | Pandev 53' | Stadion: Hotel World of Wonders Spectatori: 300 Arbitru: Pavel Saliy (Kazahstan) |  |

| 28 March 20092010 World Cup Qual. | Republica Moldova | 0 – 2                | Elveția                | Chișinău, Moldova                                                              |  |
|                                   |                   | Report Report (FIFA) | Frei 32' Fernandes 90' | Stadion: Stadionul Zimbru Spectatori: 10,500 Arbitru: Dougie McDonald (Scoția) |  |

| 1 aprilie 20092010 World Cup Qual. | Elveția            | 2 – 0                | Republica Moldova | Geneva, Elveția                                                               |  |
|                                    | Nkufo 20' Frei 52' | Report Report (FIFA) |                   | Stadion: Stade de Genève Spectatori: 20,100 Arbitru: Gianluca Rocchi (Italia) |  |

| 6 iunie 2009Meci amical | Georgia           | 1 – 2  | Republica Moldova      | Tbilisi, Georgia                                                                   |  |
|                         | Khizanishvili 85' | Report | Sofroni 8' Suvorov 57' | Stadion: Mikheil Meskhi Stadium Spectatori: 7,000 Arbitru: Pavel Saliy (Kazahstan) |  |

| 10 iunie 2009Meci amical | Belarus                   | 2 – 2  | Republica Moldova                 | Barysaŭ, Belarus                                                                  |  |
|                          | Radyyonaw 4' Bliznyuk 27' | Report | Calincov 76' Valeriu Andronic 82' | Stadion: Haradski Stadium Spectatori: 2,000 Arbitru: Gediminas Mažeika (Lituania) |  |

| 12 august 2009Meci amical | Armenia       | 1 – 4  | Republica Moldova                                     | Yerevan, Armenia                                                                 |  |
|                           | Arakelyan 75' | Report | Golovatenco 35', 62' Andronic 81' Epureanu 90' (pen.) | Stadion: Republican Stadium Spectatori: 14,600 Arbitru: Lasha Silagava (Georgia) |  |

| 5 septembrie 20092010 World Cup Qual. | Republica Moldova | 0 – 0                | Luxemburg | Chișinău, Moldova                                                                 |  |
|                                       |                   | Report Report (FIFA) |           | Stadion: Stadionul Zimbru Spectatori: 7,820 Arbitru: Gediminas Mazeika (Lituania) |  |

| 9 septembrie 20092010 World Cup Qual. | Republica Moldova | 1 – 1                | Grecia    | Chișinău, Moldova                                                               |  |
|                                       | Andronic 90'      | Report Report (FIFA) | Gekas 33' | Stadion: Stadionul Zimbru Spectatori: 9,870 Arbitru: Daniel Stålhammar (Suedia) |  |

| 10 octombrie 20092010 World Cup Qual. | Israel                       | 3 – 1                | Republica Moldova | Tel Aviv, Israel                                                          |  |
|                                       | Barda 22', 70' Ben Dayan 65' | Report Report (FIFA) | Calincov 90'      | Stadion: Ramat Gan Stadium Spectatori: 8,700 Arbitru: Kevin Blom (Olanda) |  |

| 14 octombrie 20092010 World Cup Qual. | Letonia                    | 3 – 2                | Republica Moldova           | Riga, Latvia                                                                |  |
|                                       | Rubins 32', 44' Grebis 76' | Report Report (FIFA) | Ovseannicov 25' Sofroni 90' | Stadion: Skonto Stadions Spectatori: 3,800 Arbitru: Jouni Hyytiä (Finlanda) |  |